# لوسیان لدوک
لوسیان لدوک (فرانسوی: Lucien Leduc‎؛ ۳۰ دسامبر ۱۹۱۸ – ۱۷ ژوئیهٔ ۲۰۰۴) بازیکن فوتبال اهل فرانسه بود.
از باشگاه‌هایی که در آن بازی کرده‌است می‌توان به باشگاه فوتبال سن-اتین، باشگاه فوتبال مون‌پلیه و باشگاه فوتبال ونتزیا اشاره کرد.
وی همچنین در تیم ملی فوتبال فرانسه بازی کرده‌است.